# Pigany
Pigany – wieś w Polsce położona w województwie podkarpackim, w powiecie przeworskim, w gminie Sieniawa. Leży 4 km na północ od Sieniawy.
Podczas okupacji sowieckiej (1939–1941) w Piganach, u ujścia Lubieni do Sanu, znajdował się najdalej na zachód wysunięty punkt obwodu lwowskiego (vide rejon sieniawski). Na zachód (w Głogowcu, poprzez San) oraz na północ (Paluchy) rozpościerało się niemieckie Generalne Gubernatorstwo (odpowiednio dystrykty krakowski i lubelski).
W latach 1975–1998 miejscowość administracyjnie należała do województwa przemyskiego.

## Części wsi
| SIMC    | Nazwa       | Rodzaj     |
| ------- | ----------- | ---------- |
| 0611436 | Borki       | przysiółek |
| 0611330 | Kępa        | część wsi  |
| 0611347 | Leżachowiec | część wsi  |
| 0611488 | Mazury      | przysiółek |

W 1921 roku w Piganach było 60 domów. W Piganach znajduje się cmentarz wojenny podlegający ochronie krajobrazu. 
W 1987 roku przeniesiono z Wólki Pełkińskiej i zbudowano drewniany kościół filialny, który 28 listopada 1987 roku bp Ignacy Tokarczuk poświęcił pw. św. Maksymiliana Marii Kolbego.